# Sint-Karapetklooster
Het Sint-Karapetklooster (Armeens: Սուրբ Յովհաննէս Կարապետ Վանք, of Surp Hovhannes Karapet Vank) of Klooster van Sint-Jan de Doper; ook bekend als Glakavank (Klooster van Glak) was een Armeens klooster in de historische provincie Taron, Groot-Armenië, circa 35 kilometers ten noordwesten van het huidige Muş.
Het klooster, volgens de overlevering opgericht door de heilige Gregorius de Verlichter, was een van de oudste kloosters van Armenië en voor de christelijke Armeniërs een van de drie meest belangrijke pelgrimsoorden. Tevens was het een bolwerk van de Mamikonian-dynastie, waarvan de leden golden als heilige strijders van hun schutspatroon Sint Yovhannes Karapet (Johannes de Doper).
Het ooit tot de rijkste en oudste instituten van het Ottomaanse Armenië behorende klooster werd na de uitroeiing van het Armeense volk door de Turken tot op de grondvesten verwoest. Op de plek van het klooster ligt tegenwoordig het Koerdische dorp Çengeli.

## Plaats en etymologie

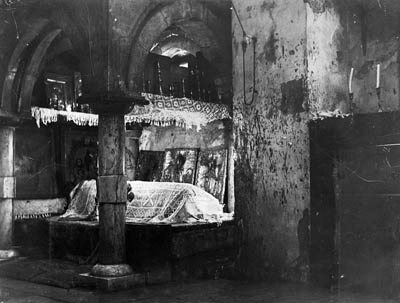
Het in 1915 vernietigde graf van Johannes de Doper

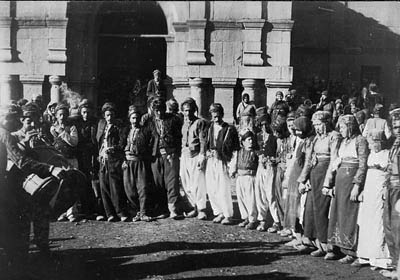
Armeense dansgroep voor de ingang van het klooster tijdens een nationaal feest (1915)

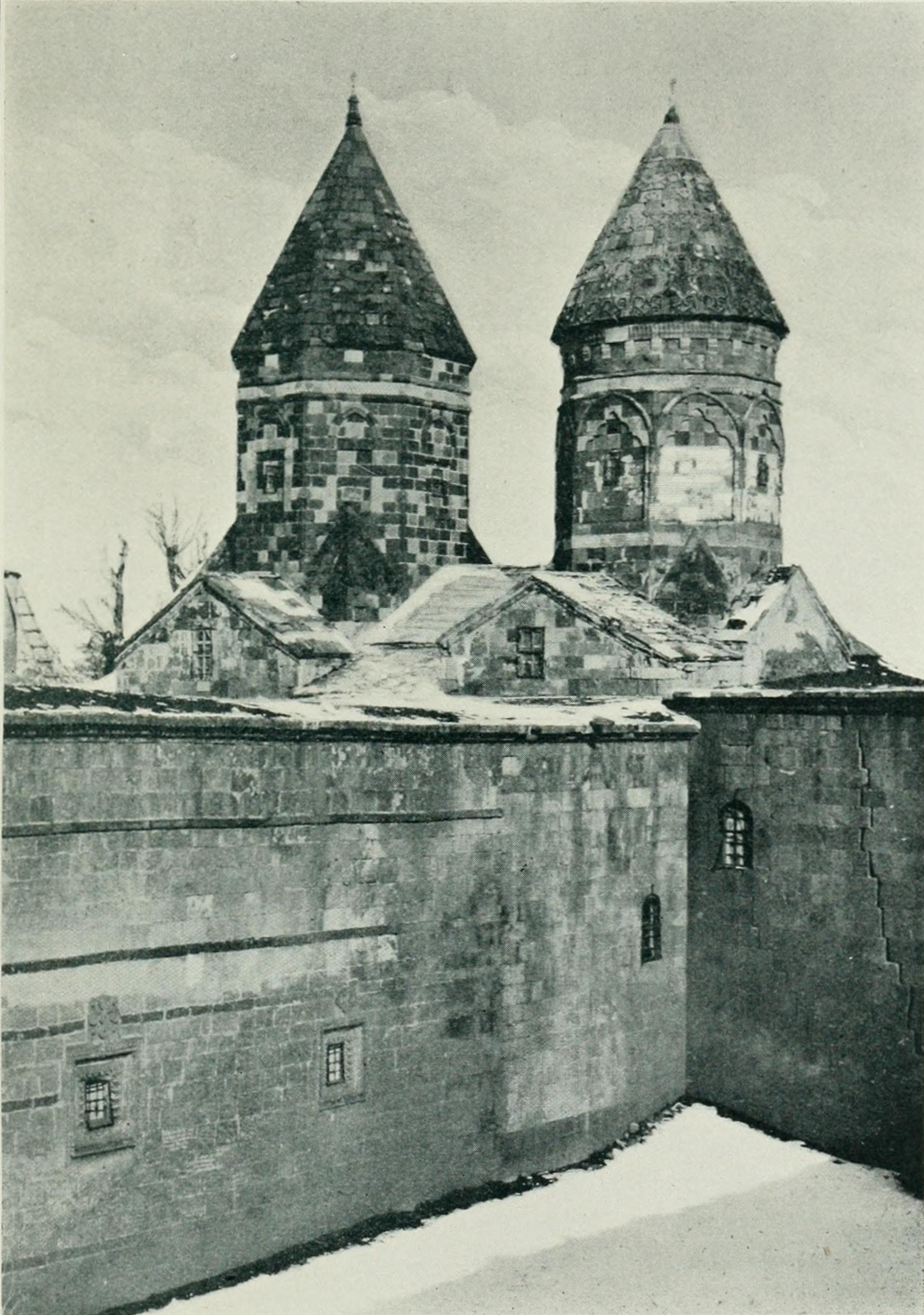
De twee kapellen van het klooster

Het klooster lag aan de noordelijke grens van het plateau van Muş, op een hoogte van circa 1950 meter boven de zeespiegel of 670 met boven de Muş-vlakte. 
Surb (Armeens: Սուրբ) betekent heilig en Karapet (Armenisch Կարապետ) betekent voorbode, hetgeen in de West-Armeense taal voor Johannes de Doper staat.

## Geschiedenis

### De stichting
Volgens de legende werd het klooster door Gregorius de Verlichter opgericht, die, kort nadat hij koning Trdat III had bekeerd, zich verder toelegde op de kerstening van het gebied. Destijds zouden er op de plaats van het klooster twee heidense tempels hebben gestaan. Onder de bescherming van de Armeense koning verbleef er een kolonie Hindoe's die er twee grote beelden met de namen Demeter en Kisane vereerden. De Hindoekrijgers en hun Armeense bondgenoten werden door het leger van Gregorius in twee opeenvolgende veldslagen verslagen en hun heiligdommen met de grond gelijk gemaakt. Op de plaats werd vervolgens een kerk opgericht. Vanuit Caesarea vervoerde men het lichaam van Johannes de Doper naar de nieuwe kerk, waar hij werd bijgezet.

### Middeleeuwen
In de Middeleeuwen was het klooster niet alleen een van de meest vereerde plaatsen van de Armeniërs, maar het was ook een belangrijk agrarisch centrum in de regio. Het klooster bezat een uitgebreide bibliotheek en betekende veel voor de ontwikkeling en het onderwijs in de regio.

### Moderne periode
In de tweede helft van de 19e eeuw, toen de Armeniërs zich door de toenemende discriminatie buitengesloten voelden en de roep naar onafhankelijkheid steeds sterker werd, publiceerde het klooster het tijdschrift "Adelaar van Taron" van Chrimian Hairik, de toekomstige catholicos van alle Armeniërs. In zijn boek "The Call of Plowmen" beschrijft Chatschik Daschtenz de wintersfeer in het klooster. Op 29 november 1893 bezocht de Engelse zakenman en het latere parlementslid Henry Finnis Blosse Lynch het klooster. Hij gaf een geïllustreerde beschrijving in zijn in 1901 gepubliceerd boek Armenia: Travel and Studies. Naast Armeniërs vereerden ook de Zaza's het klooster, dat eveneens een goede naam had opgebouwd voor de genezing van geestesziekten.

### De huidige status
Bewaard bleven slechts de ruïnes en gedecoreerde stenen en chatsjkars, die door de islamitische bewoners, vooral Koerden, als bouwmateriaal werden gebruikt en vaak in de muren van woningen en gebouwen zijn verwerkt en ook nu nog in het dorp te zien zijn.

## Het complex
Het klooster dat door een sterke muur omgeven was had iets weg van een versterkte burcht. Op de oostelijk zijde van de kathedraal stonden twee kapellen met polygonale torens en kegelvormige daken. Vermoedelijk waren deze kapellen ouder dan de kathedraal. Het meest recente bouwdeel was de poort naar de klokkentoren. Naast de Karapetkerk bestond het klooster ook uit het martyrium van Johannes de Doper, de Sint-Joriskapel, de kapel van Sint-Stafanus en de kerk van Sint-Astvatsatsin. Het hele gebouwencomplex, een prachtig voorbeeld van Armeense architectuur, werd in de 20e eeuw geheel vernietigd.

## Graven
Aan de bloedige strijd van de Sassaniden tegen de Mamkoniden herinneren de grafstenen van Mushegh, Vahan de Wolf en Sembat. In de buurt van de zuidelijke muur liggen de resten van Vahan Kamsarakan begraven. 